# Автономная компьютерная система
Автономная компьютерная система — компьютерная система, отвечающая следующим критериям:
1. «знание самой себя» — её компоненты должны самоидентифицировать себя. Так как система может существовать на нескольких уровнях, то автономная система должна детально знать о своих компонентах, их текущем статусе, возможностях и всех связях с другими системами, влияющих на неё. Она должна знать собственные ресурсы, те ресурсы, которая она может одолжить или дать в долг.
2. Автономная система должна конфигурировать и переконфигурировать сама себя после изменений в окружающей, внешней среде. Конфигурация системы должна совершаться автоматически при изменении внешних условий.
3. Автономная система никогда не останавливает процесс оптимизации внутренней структуры и процедур с точки зрения достижения заранее предопределенных общих целей системы. Она постоянно отслеживает все процедуры и даже их части для оптимизации работы.
4. Автономная компьютерная система должна иметь возможность обнаружить нарушение обычной деятельности системы и найти в этом случае альтернативный способ использования ресурсов в случае нарушения обычной деятельности и соответственно самостоятельно переконфигурироваться.
5. Автономная компьютерная система должна быть способной защитить сама себя. Она должна быть способна обнаружить, идентифицировать и защититься от различного рода негативных внешних воздействий для сохранения системной стабильности.
6. Автономная компьютерная система должна получать информацию о внешней среде, особенно в контексте её собственной деятельности и действовать соответственно, что и означает быть адаптивной.
7. Автономная компьютерная система является открытой системой.
8. Автономная система прячет внутреннюю сложность предоставляемых ресурсов. Это необходимо для уменьшения разрыва между требованиями пользователя, логики (программной части) и технологической реализации системы.

Критерии были разработаны компанией IBM в 2001 году в рамках одноимённого проекта «Автономные компьютерные системы». Целью проекта было создание систем, способных работать в автоматическом режиме для облегчения роста вычислительных систем. То есть Автоматические компьютерные системы — это попытка создания распределённых компьютерных систем, которые способны самостоятельно реагировать на неожиданные ситуации. Предполагается, что подобные системы производят постоянную самооптимизацию и контроль своего состояния и состояния окружающей среды.